# San Felipe (Philippines)
Pour les articles homonymes, voir San Felipe.
 (juillet 2021).
Si vous disposez d'ouvrages ou d'articles de référence ou si vous connaissez des sites web de qualité traitant du thème abordé ici, merci de compléter l'article en donnant les références utiles à sa vérifiabilité et en les liant à la section « Notes et références ».
San Felipe est une municipalité de 4e classe située dans la province de Zambales aux Philippines. Selon le recensement de 2010 elle est peuplée de 22 020 habitants.

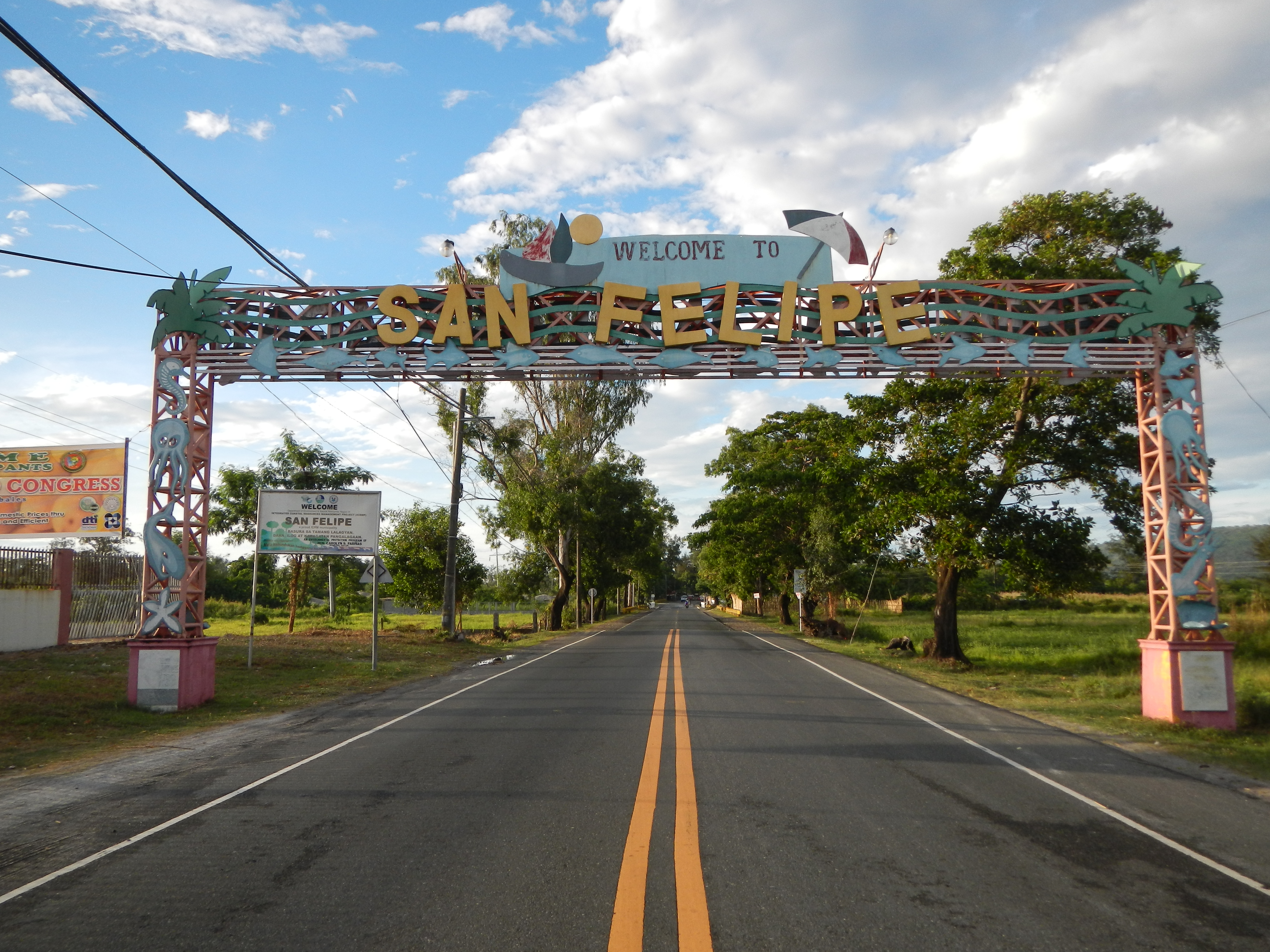
Arche de bienvenue

## Barangays
San Felipe est divisée en 11 barangays.
- Amagna
- Apostol
- Balincaguing
- Farañal
- Feria
- Maloma
- Manglicmot
- Rosete
- San Rafael
- Santo Niño
- Sindol

## Démographie
| Année | Habitants | Évolution |
| ----- | --------- | --------- |
| 1995  | 16 837    | -         |
| 2000  | 17 702    | 5,14 %    |
| 2007  | 21 322    | 20,45 %   |
| 2010  | 22 020    | 3,27 %    |